# Шарпвилски покољ
Шарпвилски покољ десио се 21. марта 1960. године у јужноафричком градићу Шарпвилу, када је полиција отворила ватру на учеснике једнодневног протеста за права црнаца. Полиција је у пуцњави убила 69 људи.

## Протести и покољ
Организације које су се залагале за укидање сегрегације и наступале против политике апартхејда, покренуле су активинију политику током процеса деколонизације Африке. Афрички национални конгрес је покренуо кампању низа протеста широм Јужноафричке Републике против сегрегацијских закона који су јужноафриканцима ограничавали контролу кретања и запошљавања као и низ других ограничавајућих фактора. Требало је да да протести започну 31. марта, али су поборници Панафриканистичког конгреса организовали свој протест у Шарпвилу 21. марта. Тог се дана маса од 5.000 до 7.000 људи окупила пред локалном полицијском станицом.
До 10 часова ујутро, ситуација је упркос великом броју грађана била релативно мирна, а у станици је било 20-ак полицајаца. Међутим, полиција је била припремљена за овакве манифестације. Ускоро је било око 19.000 демонстраната и ситуација је постала напета. Према појединим изворима, појединци у маси почели су да „вређају, прете и добацују провокације“. Ускоро их је окружило 130 полицајаца наоружаних ватреним оружјем, док су демонстранти имали само камење у рукама. Млазњаци Ф-86 су пролетали на само 30 метара од земље, летећи изнад гомиле у покушају да уплаше људе и растерају их. 
Полицајци су почели да се приближавају демонстрантима у настојању да их раштркају и растерају с протеста. Појединци су почели да бацају камење и настојали пробити полицијске барикаде. Око 13 часова су почела нагуравања, а два полицијска часника наредили су својим подређенима да напуне оружје мецима . Демонстранти су пробили барикаду, након чега је неколико полицајаца пало на земљу, а затим је уследила пуцњава која је трајала 40-ак секунди. Убијено је 69 људи, од чега 8 жена и 10 деце, а 180 је било озлеђено. Многима је пуцано у леђа док су бежали у паници.
У полицијском извештају је било наведено како је неколицина младих и неискусних полицајаца у нападају панике отворила ватру, након чега је уследила ланчана реакција.

## Последице
Покољ у Шарпвилу је међу црначким становништвом одмах покренуо вишенедељне демонстрације, протестне маршеве, штрајкове и побуне широм земље. Влада је 30. марта прогласила ванредно стање, при чему је ухапшено више од 18.000 људи, активиста и бораца за црначка права. Међу ухапшенима су били и чланови Конгресног савеза, укључујући Нелсона Менделу.
У многим земљама у свету такође су се одржавали протести, а Уједињене нације осудиле су покољ. Дана 1. априла, Савет безбедности Организације уједињених нација изгласао је Резолуцију 134, којом је осуђена расистичка политика ЈАР-а.
Влада ЈАР-а забранила је легално деловање АНК-а и ПАК-а, а покољ је био и повод да ове организације пређу с пасивног на активни отпор расистичкој политици. Свака од ових организација основала је сопствено милитантно крило (Поко и Умхонто ве Сизве).
Од 1994. године 21. март се у Јужној Африци обележава као Дан људских права, а Шарпевил је била локација коју је тадашњи председник Нелсон Мендела одабрао за потписивање Устава Јужне Африке 1996. године.
Комисија за истину и помирење (ТРЦ) је 1998. године утврдила да полицијске акције представљају „тешко кршење људских права јер је прекомерна сила непотребно коришћена да се заустави окупљање ненаоружаних људи.“